# Loch an Dherue
Loch an Dherue (zum Teil auch: Loch an Deerie oder Loch Derry) ist ein Süßwassersee in Schottland. Er liegt in der traditionellen Grafschaft Sutherland in der Council Area Highland. Der See ist Teil der Kyle of Tongue National Scenic Area
Loch an Dherue ist circa 2,4 km lang und im Mittel ungefähr 1 km breit. Die Wasseroberfläche umfasst etwa 2 km². Der See bezieht sein Wasser vor allem aus dem Allt an Achaidh Mhoir und entwässert über den Kinloch River und den Kyle of Tongue. Die Ufer des Sees zeigen sich weitgehend als Grasland und sind gänzlich unbewohnt. Loch an Dherue wird von keiner Straße erschlossen. Der See ist ein Angelgebiet, in dem vor allem Bachforellen gefangen werden können. 